# Sheiks
Os Sheiks são um grupo musical português formado em 1963 por Carlos Mendes, Fernando Chaby, Jorge Barreto e Paulo de Carvalho. Apelidados de Beatles portugueses, tocavam o rock'n'roll típico da época e do qual foram os principais precursores em Portugal.

## Biografia
Os Sheiks, cujo primeiro nome foi Windsors e Black Riders, começaram por tocar em festas e espectáculos organizados por escolas e universidades. Em 1965 editaram o seu EP de estreia que incluía uma versão do conhecido Summertime de George Gershwin. Ainda nesse ano, em Setembro, Barreto sai para dar lugar a Edmundo Silva (viola baixo), ex-Conjunto Mistério. 

No dia 9 de Outubro de 1965 participam na 7ª eliminatória do Concurso Ié-Ié no Teatro Monumental (Lisboa) tendo ficado em primeiro lugar (43 pontos), batendo os Tubarões, de Viseu, os Galãs, do Porto, os Czares, de Aveiro, e os Jovens do Ritmo, de Amora-Seixal.
No início de 1966 lançaram o segundo EP com temas como Missing You e "Tell Me Bird", os mais conhecidos do grupo. 
No dia 8 de Janeiro de 1966, ganharam com 49 pontos a primeira meia-final do Concurso Ié-Ié, à frente dos Chinchilas, de Carcavelos, dos Demónios Negros, do Funchal, dos Diamantes Negros, de Sintra, dos Tártaros, do Porto, dos Bárbaros, de Arcos de Valdevez, e dos Sombras da Parede, de Parede.
Os Sheiks viriam a falhar a final no dia 30 de Abril de 1966 (ganharam os Claves) por terem tido nesse dia um espectáculo na Queima das Fitas de Coimbra. 
Nesse ano actuam com alguns artistas internacionais como Searchers, Nino Ferrer, entre outros.
No ano de 1966 editaram mais três EP: no primeiro destaca-se a balada “Lonely Lost And Sad”; no segundo as versões de “These Boots Are Made For Walkin'” (Nancy Sinatra) e de “Michèlle” (Beatles); o terceiro inclui os temas “I've Got To Give Up”, “Try To Understand”, "Tears Are Coming" e "I'm Feeling Down".
Missing You é editado em Espanha, Inglaterra e França. Em França alcança mesmo o 8º lugar de vendas no top de Paris e chegam a fazer uma temporada no Le Bilboquet de Paris, entre 8 e 11 de Dezembro de 1966. Nessa cidade gravam o EP Sheiks em Paris. Por falta da autorização da família de um dos elementos tiveram de recusar um convite de um empresário que representava então os Rolling Stones em França.
No regresso a Lisboa, Carlos Mendes deixa a banda para prosseguir os estudos e é substituído por Fernando Tordo. É com esta formação que lançam em Junho de 1967 um novo disco que inclui a faixa “That's All”. .
No Verão de 1967 fizeram a última residência no sete e meio. Em Novembro saem Fernando Chaby e Paulo de Carvalho e acabam por terminar. Existirá ainda um grupo, donde constava Edmundo Silva, que posteriormente usará (indevidamente) o nome "Sheiks" mas não tinha nenhum dos fundadores. 
Em 1973 a editora lança dois singles em formato estéreo: "Missing You/Tell Me Bird" e "Lord, Let It Rain/Bad Girl".
Em 1979, regressam, por iniciativa de Fernando Chaby, com a sua principal formação (Paulo de Carvalho, Carlos Mendes, Edmundo Silva e Chaby). Lançam o LP "Pintados de Fresco", gravado em Madrid, onde recuperam temas do grupo ("Tell Me Bird", "Got To Keep On Dancing", "Baby Don't Cry", "Lonely, Lost And Sad", "Missin' You", "Loving Life As It Comes (Tears Are Coming)", "My Mother's Advice", "Lord Let It Rain") com novos arranjos. A EMI edita a compilação "Os 20 Mais dos Sheiks".
No ano seguinte é editado o álbum Com Cobertura ("Sheiks Com Cobertura", "Rockinho Mandado", "Pedreiro", "Põe-te A Pau", "O Que Há A Fazer", "Reggae do Jardim", "Com Pedras Na Mão", "Porto de Abrigo", "Vida Danada" e "Uma Canção..."). Apresentam na televisão uma série de 13 programas denominada "Sheiks Com Cobertura".
Em 1993 foi editada a compilação "Os Grandes Êxitos dos Sheiks" com temas do grupo entre 1965 a 1967, transpostos pela primeira vez para o formato CD. Em 1996 foi lançada também uma colectânea na série económica "Caravela". A Movieplay editou também duas compilações, nas séries "Melhor dos Melhores" e "Clássicos da Renascença", com os temas gravados para a editora Nova.
O grupo tem-se reunindo nos últimos anos para espectáculos esporádicos, designadamente em 2005 no IberRock (Viseu). Em 2007 voltaram a actuar em vários locais sendo a estreia da digressão em Santarém.

## Membros
- Carlos Mendes (vocais, guitarra e baixo)
- Fernando Chaby (guitarra)
- Jorge Barreto (guitarra)
- Edmundo Silva (baixo)
- Paulo de Carvalho (bateria e vocais)
- Fernando Tordo (vocais, guitarra e baixo)

## Discografia

### Álbuns
- Pintados de Fresco (LP, Boom/Nova, 1979)
- Com Cobertura (LP, Boom/Nova, 1980)

### EPs
- Summertime (EP, Parlophone/VC, 1965) [Summertime/Copo/Gloo, Gloo/Zalui]
- Tell Me Bird (EP, Parlophone/VC, 1966) [Missing You /When I'm Asking You/Tell Me Bird/Velho Moinho]
- Lonely Lost And Sad (EP, Parlophone/VC, 1966) [Lonely, Lost and Sad/Leave Me Alone/My Mother's Advice/A Mala]
- Yesterday Man (EP, Parlophone/VC, 1966) [Yesterday Man/ Michèlle/These Boots Are Made For Walkin'/Treat Her Right]
- Tears Are Coming (EP, Parlophone/VC, 1966) [I've Got To Give Up/Try To Understand/Tears Are Coming/I'm Feeling Down]
- Sheiks Em Paris (EP, Parlophone/VC, 1967) [Lord, Let It Rain/Bad Girl/Baby Don´t Cry/Why Baby]
- That's All (EP, Parlophone/VC, 1967) [That's All/How Could You Forget/Old Generation/Bloody Dreamen]

### Singles
- Eusebio/Portugal É Que É O Tal (Single, Parlophone, 1966)
- Missing You/Tell Me Bird (Single, EMI/VC, 1973)
- Lord, Let It Rain/Bad Girl (Single, EMI/VC, 1973)
- Tell Me Bird/Baby Don't Cry (Single, Boom/Nova, 1979)

### Compilações
- Os 20 Mais dos Sheiks (LP, EMI/VC, 1979)
- Os Grandes Êxitos dos Sheiks (CD, EMI, 1993)
- Missing You - Colecção Caravela (CD, EMI, 1996)
- O Melhor dos Melhores nº 82 (CD, Movieplay, 1998)
- Clássicos da Renascença (CD, Movieplay, 2000)

## Curiosidades
- Em 1966 lançaram em Espanha um EP (DSOE 16.710-ODEON EMI) com os temas "Missing You", "Tears Are Coming", "Tell Me Bird" e "Try To Understand". Em 1967 foi lançado ainda um single com as faixas "Te Recuerdo" ("Missing You") e "Dime, Pajarito" ("Tell Me Bird") (DSOL 66.076-ODEON EMI).

- Em Inglaterra foi editado, pela Parlophone, um single dos Sheiks com os temas "Missing You" e "Tell Me Bird". Também foram editados dois EP em França.

- No Brasil foi editado um EP, em 1967, com os temas "Missing You", "Tell Me Bird", "Feeling Down" e "Leave Me Alone". "Missing You" foi gravado, ainda nos anos 60, pelo grupo brasileiro Os Incríveis ("Perdi Você" no lado b de "Sayonara, Sayonara" e também presente no álbum "Para os Jovens que Amam os Beatles e os Rolling Stones).

- "Com Cobertura" foi considerado "um dos álbuns mais importantes de sempre do movimento rock português" por António A. Duarte na sua obra "A Arte Eléctrica de Ser Português - 25 anos de rock’n Portugal" editada em 1984.

- O álbum de estreia da cantora Claud (2006) inclui uma versão de "Rockinho Mandado". Uma versão do tema aparece, numa versão mais jazz, no álbum "Do Amor" de Paulo de Carvalho (2008).

## Regresso
No dia 29 de Março de 2008 os Sheiks apresentam um espectáculo no Centro de Artes e Espectáculos da Figueira da Foz.